# Serie A2 2003-2004 (calcio a 5)
Il campionato di Serie A2 2003-2004 è stata la 6ª edizione della categoria. La stagione regolare ha preso avvio il 20 settembre 2003 e si è conclusa il 10 aprile 2004, prolungandosi fino al 29 maggio con la disputa delle partite di spareggio.

## Partecipanti
Rispetto a quanto stabilito sul campo dallo scorso campionato, in questa edizione si ha il reintegro del Torrino (retrocesso al termine dei play-out) al posto dell Aosta retrocessa d'Ufficio in Serie B in seguito alla vicenda dei tesseramenti falsi. La rinuncia del Real Scafati ha comportato il ripescaggio del San Michele Poggio a Caiano (finalista nei play-off di serie B) mentre il Gioventù Nocerina ha ceduto il titolo sportivo al Pagani Futsal. Si registrano alcuni trasferimenti e cambi di denominazione: la Total Workout trasloca da Lonato a Brescia, assumendo la denominazione "Virtus Brescia Calcio"; lieve modifica anche per il Cagliari Calcetto, divenuto "Cagliari Calcio a 5", per il CUS Campobasso ora "CUS Molise", nonché per il Petrarca Futsal che ha adottato la dicitura "Petrarca Calcio a 5 2003". Infine, l'Intesa è divenuta "Casertana Calcio a 5". La regione più rappresentata in questa edizione è la Campania con sei squadre, tre delle quali provenienti dalla provincia di Caserta, seguita dal Lazio con quattro.

## Girone A

### Classifica
|  | Pos. | Squadra                | Pt | G  | V  | N | P  | GF  | GS  | DR   |
|  | ---- | ---------------------- | -- | -- | -- | - | -- | --- | --- | ---- |
|  | 1.   | Nepi                   | 74 | 26 | 24 | 2 | 0  | 149 | 46  | +103 |
|  | 2.   | Cesena                 | 54 | 26 | 16 | 6 | 4  | 129 | 69  | +60  |
|  | 3.   | Miracolo Piceno        | 54 | 26 | 17 | 3 | 6  | 136 | 105 | +31  |
|  | 4.   | CLT Terni              | 53 | 26 | 16 | 5 | 5  | 101 | 50  | +51  |
|  | 5.   | Giemme                 | 45 | 26 | 16 | 2 | 8  | 145 | 97  | +48  |
|  | 6.   | San Michele            | 43 | 26 | 13 | 4 | 9  | 114 | 117 | -3   |
|  | 7.   | Aymavilles             | 33 | 26 | 10 | 3 | 13 | 83  | 111 | -28  |
|  | 8.   | Polisportiva Giampaoli | 29 | 26 | 9  | 2 | 15 | 96  | 110 | -14  |
|  | 9.   | Cadoneghe              | 28 | 26 | 8  | 4 | 14 | 113 | 132 | -19  |
|  | 10.  | San Lazzaro            | 28 | 26 | 9  | 1 | 16 | 76  | 131 | -55  |
|  | 11.  | Virtus Brescia         | 26 | 26 | 6  | 8 | 12 | 86  | 107 | -21  |
|  | 12.  | Petrarca               | 23 | 26 | 6  | 5 | 15 | 87  | 121 | -34  |
|  | 13.  | CUS Viterbo            | 18 | 26 | 4  | 6 | 16 | 84  | 136 | -52  |
|  | 14.  | Bergamo                | 7  | 26 | 2  | 1 | 23 | 63  | 130 | -67  |

### Verdetti
- Nepi promosso in Serie A 2004-05.
- Bergamo, CUS Viterbo e, dopo i play-out, Virtus Brescia retrocessi in Serie B 2004-05.
- San Michele non iscritto al campionato di Serie A2 2004-05; Virtus Brescia rinuncia alla Serie B, iscrivendosi al campionato di Serie C2.

## Girone B

### Classifica
|  | Pos. | Squadra          | Pt | G  | V  | N | P  | GF  | GS  | DR   |
|  | ---- | ---------------- | -- | -- | -- | - | -- | --- | --- | ---- |
|  | 1.   | Reggio           | 56 | 26 | 17 | 5 | 4  | 130 | 70  | +60  |
|  | 2.   | Brillante Roma   | 55 | 26 | 17 | 4 | 5  | 116 | 53  | +63  |
|  | 3.   | Pompei           | 51 | 26 | 16 | 3 | 7  | 123 | 85  | +38  |
|  | 4.   | Bellona          | 47 | 26 | 14 | 5 | 7  | 89  | 63  | +26  |
|  | 5.   | Aversa           | 44 | 26 | 13 | 5 | 8  | 107 | 65  | +42  |
|  | 6.   | Delfino Cagliari | 43 | 26 | 13 | 4 | 9  | 105 | 85  | +20  |
|  | 7.   | Quartu 2000      | 40 | 26 | 12 | 4 | 10 | 99  | 82  | +17  |
|  | 8.   | Team Matera      | 36 | 26 | 9  | 9 | 8  | 105 | 98  | +7   |
|  | 9.   | CUS Molise       | 35 | 26 | 10 | 5 | 11 | 115 | 94  | +21  |
|  | 10.  | Torrino          | 34 | 26 | 9  | 7 | 10 | 99  | 99  | 0    |
|  | 11.  | Casertana        | 22 | 26 | 10 | 1 | 15 | 71  | 152 | -81  |
|  | 12.  | Cagliari         | 21 | 26 | 5  | 6 | 15 | 91  | 95  | -4   |
|  | 13.  | Olimpia Ischia   | 21 | 26 | 6  | 3 | 17 | 82  | 98  | -16  |
|  | 14.  | Pagani           | 1  | 26 | 0  | 1 | 25 | 42  | 235 | -193 |

#### Verdetti
- Reggio C5 e, dopo i play-off, Brillante Roma promosse in Serie A 2004-05.
- Olimpia Ischia, Pagani e, dopo i play-out, Casertana e Cagliari retrocesse in Serie B 2004-05.
- Pagani e Pompei cedono il proprio titolo sportivo rispettivamente a Real Scafati e Vico Equense; Olimpia Ischia non si iscrive al campionato di Serie B ripartendo dalla Serie C1 regionale; Casertana non si iscrive al campionato di Serie B, cessando l'attività sportiva.

## Play-off

### Formula
Si qualificano al turno successivo le squadre che, al termine delle due gare, avranno ottenuto il maggior punteggio o, a parità di punteggio, quelle che avranno realizzato il maggior numero di reti. In caso di ulteriore parità saranno disputati due tempi supplementari da 5' ciascuno, al termine dei quali, se perdurasse ancora la parità, sarà ritenuta vincente la squadra con la migliore posizione in classifica al termine della regular season.

### Girone A
|  | Semifinali | Semifinali      | Semifinali | Semifinali | Semifinali |  |  | Finale    | Finale    | Finale | Finale | Finale |  |
|  |            |                 |            |            |            |  |  |           |           |        |        |        |  |
|  | 5          | Giemme          | 4          | 5          | 9          |  |  |           |           |        |        |        |  |
|  | 3          | Miracolo Piceno | 2          | 4          | 6          |  |  | Giemme    | Giemme    | 6      | 2      | 8      |  |
|  | 4          | CLT Terni       | 7          | 6          | 13         |  |  | CLT Terni | CLT Terni | 4      | 2      | 6      |  |
|  | 2          | Cesena          | 3          | 6          | 9          |  |  |           |           |        |        |        |  |

### Girone B
|  | Semifinali | Semifinali     | Semifinali | Semifinali | Semifinali |  |  | Finale         | Finale         | Finale | Finale | Finale |  |
|  |            |                |            |            |            |  |  |                |                |        |        |        |  |
|  | 4          | Bellona        | 3          | 5          | 8          |  |  |                |                |        |        |        |  |
|  | 3          | Pompei         | 2          | 8          | 10         |  |  | Pompei         | Pompei         | 3      | 5      | 8      |  |
|  | 5          | Aversa         | 0          | 1          | 1          |  |  | Brillante Roma | Brillante Roma | 3      | 8      | 11     |  |
|  | 2          | Brillante Roma | 2          | 2          | 4          |  |  |                |                |        |        |        |  |

### Risultati

#### Primo turno
Andata

17 aprile 2004
- Giemme Lapi Plast Reggio Emilia - Miracolo Piceno Ascoli 4-2
- Terni - Cesena C5 7-3
- Città di Aversa - Levinsson Roma 0-2
- Bellona C5 - Medicorp Pompei 3-2

Ritorno

20 aprile 2004
- Miracolo Piceno Ascoli - Giemme Lapi Plast Reggio Emilia 4-5
- Cesena - Terni 6-6
- Levinsson Roma - Città di Aversa 2-1
- Medicorp Pompei - Bellona C5 8-5

#### Secondo turno
Andata

24 aprile 2004
- Medicorp Pompei - Levinsson Roma 3-3
- Giemme Lapi Plast Reggio Emilia - Terni 6-4

Ritorno

27 aprile 2004
- Levinsson Roma - Medicorp Pompei 8-5
- Terni - Giemme Lapi Plast Reggio Emilia 2-2

Giemme Reggio Emilia e Brillante Roma qualificate ai Play-out di serie A 2003-2004.

## Play-out di Serie A2 / Play-off di Serie B

### Girone A
|  | Quarti di finale | Quarti di finale     | Quarti di finale | Quarti di finale | Quarti di finale |  |  | Semifinali     | Semifinali     | Semifinali | Semifinali | Semifinali |   |   | Finale  | Finale  | Finale | Finale | Finale |  |
|  |                  |                      |                  |                  |                  |  |  |                |                |            |            |            |   |   |         |         |        |        |        |  |
|  | B                | Cornedo              | 4                | 4                | 8                |  |  |                |                |            |            |            |   |   |         |         |        |        |        |  |
|  | B                | Piemonte             | 2                | 4                | 6                |  |  | Cornedo        | Cornedo        | 6          | 6          | 12         |   |   |         |         |        |        |        |  |
|  | B                | Imola                | 3                | 5                | 8                |  |  | Virtus Brescia | Virtus Brescia | 0          | 2          | 2          |   |   |         |         |        |        |        |  |
|  | A2               | Virtus Brescia (dts) | 2                | 7                | 9                |  |  |                |                |            |            |            |   |   | Cornedo | Cornedo | 4      | 2      | 6      |  |
|  | B                | Palextra Fano        | 3                | 2                | 5                |  |  |                |                | Petrarca   | Petrarca   | 5          | 2 | 7 |         |         |        |        |        |  |
|  | B                | Verona               | 3                | 6                | 9                |  |  | Verona         | Verona         | 6          | 2          | 8          |   |   |         |         |        |        |        |  |
|  | B                | Interfive Vigevano   | 3                | 0                | 3                |  |  | Petrarca (dts) | Petrarca (dts) | 4          | 6          | 10         |   |   |         |         |        |        |        |  |
|  | A2               | Petrarca             | 1                | 6                | 7                |  |  |                |                |            |            |            |   |   |         |         |        |        |        |  |

### Girone B
|  | Quarti di finale | Quarti di finale | Quarti di finale | Quarti di finale | Quarti di finale |  |  | Semifinali    | Semifinali    | Semifinali    | Semifinali    | Semifinali |   |    | Finale | Finale | Finale | Finale | Finale |  |
|  |                  |                  |                  |                  |                  |  |  |               |               |               |               |            |   |    |        |        |        |        |        |  |
|  | B                | Ostia            | 5                | 4                | 9                |  |  |               |               |               |               |            |   |    |        |        |        |        |        |  |
|  | B                | Napoli Nord      | 2                | 6                | 8                |  |  | Ostia (dts)   | Ostia (dts)   | 4             | 9             | 13         |   |    |        |        |        |        |        |  |
|  | B                | Polignano        | 3                | 9                | 12               |  |  | Polignano     | Polignano     | 6             | 4             | 10         |   |    |        |        |        |        |        |  |
|  | A2               | Casertana        | 3                | 8                | 11               |  |  |               |               |               |               |            |   |    | Ostia  | Ostia  | 2      | 4      | 6      |  |
|  | B                | Forst Palermo    | 7                | 3                | 10               |  |  |               |               | Forst Palermo | Forst Palermo | 8          | 4 | 12 |        |        |        |        |        |  |
|  | A2               | Cagliari         | 3                | 4                | 7                |  |  | Forst Palermo | Forst Palermo | 4             | 8             | 12         |   |    |        |        |        |        |        |  |
|  | B                | Venafro          | 3                | 2                | 5                |  |  | ATS Quartu    | ATS Quartu    | 2             | 8             | 10         |   |    |        |        |        |        |        |  |
|  | B                | ATS Quartu       | 6                | 3                | 9                |  |  |               |               |               |               |            |   |    |        |        |        |        |        |  |